# Dietwiller
Dietwiller [ditvilɛʁ]  est une commune française de la région mulhousienne située dans la circonscription administrative du Haut-Rhin et, depuis le 1er janvier 2021, dans le territoire de la Collectivité européenne d'Alsace, en région Grand Est.
Cette commune se trouve dans la région historique et culturelle d'Alsace.
Ses habitants sont appelés les Dietwillerois et les Dietwilleroises (en alsacien : d'Katzekepfle (les têtes de chats)).

## Géographie
Le village s'est initialement installé sur le versant Nord-Ouest de la colline occupée par l'ancienne église dont il ne subsiste que le clocher (appelé « Vieille Tour ») (rue de l'Église) et dans le thalweg de la colline (rue Principale appelée actuellement rue du Général de Gaulle), le long du ruisseau du Niedermattgraben (littéralement le "fossé des prairies basses"). Cette implantation a permis l'exploitation de la force hydraulique du ruisseau, ainsi que la défense du village grâce à la tour clocher de l'ancienne église qui avait également le rôle de tour de guet. Cette implantation, à l'interface entre la plaine d'Alsace et les collines du Sundgau oriental, lui ont permis d'exercer une agriculture diversifiée : polyculture sur les collines avec céréales, vergers et vignes jusqu'au XIXe siècle, élevage extensif plutôt dans la plaine au droit du ruisseau et de ses dérivations, maintenant remplacée par les cultures céréalières intensives.
L'urbanisation récente, depuis les années 1970, s'est étendue en aval du Thalweg occupé par le ruisseau (lotissement Le Roessberg) et sur la face Est de la colline (La Valbonne) ainsi que sur le plateau situé au sommet de la colline (lotissement Hinter der Kirche, 1988, lotissement Les Sept Clochers, 1997, lotissement Les Beaux Prés...). La position du village historique et ses extensions successives entourent une partie du plateau de la colline, lequel est préservé de l'urbanisation (chemin de la Vieille Tour), encore occupé de vergers, de vignes et de prés. La commune l'a classé en Espace Naturel Sensible en 2021 en vue d'en renforcer sa préservation.
La croissance du village suit nettement le rythme des implantations industrielles bâloises suisses (Sandoz, Ciba-Geigy, puis Novartis) et automobiles de Mulhouse (Peugeot Île Napoléon).
L'organisation du ban communal est la suivante :
- Le village à l’extrême Ouest du ban, dans le thalweg et sur la colline des 3 villages, avec l'hortus résiduel composé de vergers et quelques prés,
- de vastes cultures sur les collines voisines au nord, avec des bosquets. Les thalwegs entre les collines sont occupés par quelques fossés en eau et arborés, dont une réserve naturelle accueillant hérons, cigognes et ruches sauvages (derrière le Rangenberg),
- de vastes cultures céréalières et quelques implantations commerciales, artisanales et de loisirs dans la plaine (2 centres équestres, ZA Dietwiller-Schlierbach, RC Cerame Carrelage...), du fait de la présence de l'ancienne RN 66 (actuelle RD201).
- au-delà de la RD201, sur la moitié Est du ban communal, la forêt domaniale de la Hardt, initialement une lande plantée.
- le ban communal est traversé, dans la forêt de la Hardt, par la ligne de chemin de fer Mulhouse - Bâle/Basel (TGV, Grandes lignes, TER200, TER, Regio Basel) et par l'autoroute A35.

Les axes de communications se sont progressivement écartés de la commune et des collines : RD56, remplacée au XVIIIe siècle par la RN, puis par l'A35 qui a permis le déclassement de la RN. 
|         | Eschentzwiller | Habsheim |
| Landser | Dietwiller     | Niffer   |
|         | Schlierbach    | Sierentz |

### Hydrographie

#### Réseau hydrographique
La commune est dans le bassin versant du Rhin au sein du bassin Rhin-Meuse. Elle est drainée par le ruisseau Weiherbachgraben,.

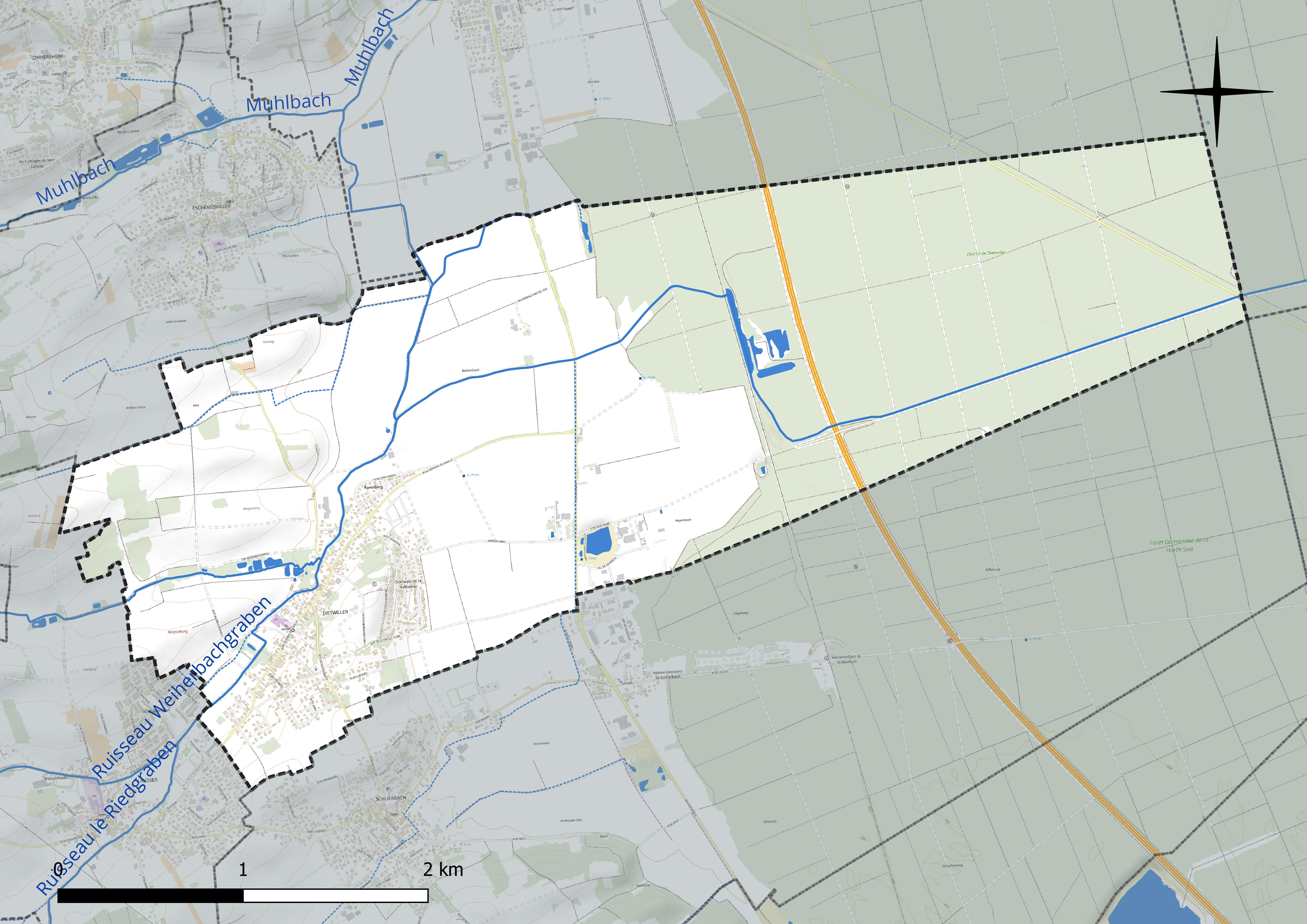
Réseau hydrographique de Dietwiller.

#### Gestion et qualité des eaux
Le territoire communal est couvert par le schéma d'aménagement et de gestion des eaux (SAGE) « Ill Nappe Rhin ». Ce document de planification concerne la nappe phréatique rhénane, les cours d'eau de la plaine d'Alsace et du piémont oriental du Sundgau, les canaux situés entre l'Ill et le Rhin et les zones humides de la plaine d'Alsace. Le périmètre s’étend sur 3 596 km2. Il a été approuvé le 17 janvier 2005. La structure porteuse de l'élaboration et de la mise en œuvre est la région Grand Est. 
La qualité des cours d’eau peut être consultée sur un site dédié géré par les agences de l’eau et l’Agence française pour la biodiversité. 

### Climat
Pour des articles plus généraux, voir Climat du Grand Est et Climat du Haut-Rhin.
En 2010, le climat de la commune est de type climat océanique altéré, selon une étude du Centre national de la recherche scientifique s'appuyant sur une série de données couvrant la période 1971-2000. En 2020, Météo-France publie une typologie des climats de la France métropolitaine dans laquelle la commune est exposée à un climat semi-continental et est dans la région climatique  Alsace, caractérisée par une pluviométrie faible, particulièrement en automne et en hiver, un été chaud et bien ensoleillé, une humidité de l’air basse au printemps et en été, des vents faibles et des brouillards fréquents en automne (25 à 30 jours).
Pour la période 1971-2000, la température annuelle moyenne est de 10,2 °C, avec une amplitude thermique annuelle de 17,7 °C. Le cumul annuel moyen de précipitations est de 621 mm, avec 8,3 jours de précipitations en janvier et 9 jours en juillet. Pour la période 1991-2020, la température moyenne annuelle observée sur la station météorologique de Météo-France la plus proche, « Mulhouse », sur la commune de Mulhouse à 8 km à vol d'oiseau, est de 11,1 °C et le cumul annuel moyen de précipitations est de 747,6 mm. 
La température maximale relevée sur cette station est de 39,4 °C, atteinte le 13 août 2003 ; la température minimale est de −21,5 °C, atteinte le 10 février 1956,,.
Les paramètres climatiques de la commune ont été estimés pour le milieu du siècle (2041-2070) selon différents scénarios d'émission de gaz à effet de serre à partir des nouvelles projections climatiques de référence DRIAS-2020. Ils sont consultables sur un site dédié publié par Météo-France en novembre 2022.

## Urbanisme

### Typologie
Au 1er janvier 2024, Dietwiller est catégorisée bourg rural, selon la nouvelle grille communale de densité à sept niveaux définie par l'Insee en 2022.
Elle appartient à l'unité urbaine de Landser, une agglomération intra-départementale regroupant trois  communes, dont elle est ville-centre,,. Par ailleurs la commune fait partie de l'aire d'attraction de Bâle - Saint-Louis (partie française), dont elle est une commune de la couronne,. Cette aire, qui regroupe 94 communes, est catégorisée dans les aires de 200 000 à moins de 700 000 habitants,.

### Statistiques - Typologie
Dietwiller est une commune péri urbaine, car elle fait partie des communes peu ou très peu denses, au sens de la grille communale de densité de l'Insee,,,.
Elle appartient à l'unité urbaine de Landser, une agglomération intra-départementale regroupant 3 communes et 4 275 habitants en 2017, dont elle est ville-centre,.
Par ailleurs la commune fait partie de l'aire d'attraction de Bâle/Basel - Saint-Louis (partie française), dont elle est une commune de la couronne. Cette aire, qui regroupe 94 communes, est catégorisée dans les aires de 200 000 à moins de 700 000 habitants,.

### Occupation des sols
L'occupation des sols de la commune, telle qu'elle ressort de la base de données européenne d’occupation biophysique des sols Corine Land Cover (CLC), est marquée par l'importance des territoires agricoles (51,3 % en 2018), en diminution par rapport à 1990 (53,7 %). La répartition détaillée en 2018 est la suivante : 
terres arables (45,5 %), forêts (41 %), zones agricoles hétérogènes (5,8 %), zones urbanisées (5,5 %), zones industrielles ou commerciales et réseaux de communication (2,2 %). L'évolution de l’occupation des sols de la commune et de ses infrastructures peut être observée sur les différentes représentations cartographiques du territoire : la carte de Cassini (XVIIIe siècle), la carte d'état-major (1820-1866) et les cartes ou photos aériennes de l'IGN pour la période actuelle (1950 à aujourd'hui).

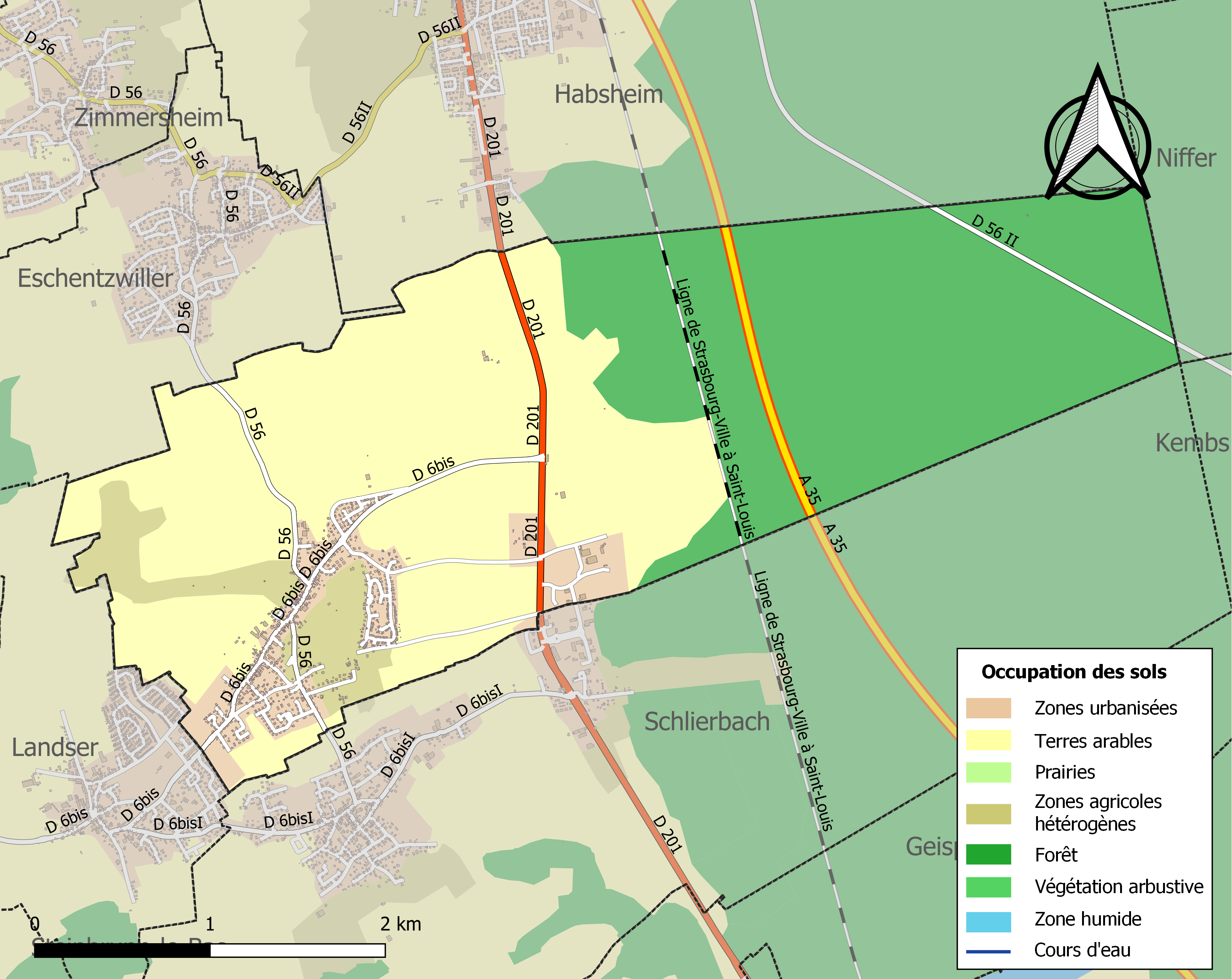
Carte des infrastructures et de l'occupation des sols de la commune en 2018 (CLC).

La commune se caractérise par un vieux village axé sur la rue du général de Gaulle (RD6bis) et quelques rues montant sur la colline vers l'ancienne église. La grande majorité des maisons anciennes (XVIe   au   XVIIIe siècle) sont issues de fermes. La commune a accueilli de nombreux lotissements au sud (sur la colline) et à l'Est du noyau initial à partir des années 1970 : La forme d'habitat est essentiellement la maison individuelle, exception-faite du lotissement de la Valbonne qui accueille en complément environ 80 maisons en bande. Plusieurs immeubles collectifs de taille modeste ont pris place dans le noyau villageois à partir des années 2000.
La commune dispose d'un Plan Local d'Urbanisme.
Au niveau paysager, plusieurs axes sont protégés (chemin creux à talus plantés, dont la date d'origine nous est inconnue) : route de Schlierbach RD56, Chemin de la Vieille Tour, rue de l'Église, rue de Landser.
Au niveau patrimonial, l'ancien clocher, dit Vieille Tour est protégée au titre des Monuments Historiques depuis 1926. Quelques maisons du centre ancien sont également inscrites sur la liste des habitats remarquables en annexe du PLU.
La commune a déposé un dossier à la fondation du patrimoine pour entreprendre la restauration de l'ancien clocher : https://www.fondation-patrimoine.org/les-projets/la-vieille-tour-de-dietwiller

## Histoire
La première mention de Dietwiller apparait au XIIIe siècle, en 1284. Les premières mentions du nom de la commune sont Titwihlr, Tietvilr, Dietvilr ou encore Dietwilare. On retrouve le T sur le blason de la commune.
L'église initiale, dont il ne subsiste que la tour clocher (appelée communément la "Vieille Tour") est mentionnée pour la première fois en 1290 (la première mention du village n'évoquait pas l'église en 1284, ce qui nous laisse supposer qu'elle n'était pas encore construite). Sa nef s'installait entre la tour et les escaliers débouchant sur la rue de l’Église. Les escaliers étaient initialement disposés parallèlement à la rue, dans l'angle Nord-Ouest du cimetière. Deux niveaux ont été ajoutés à la tour au XVe siècle, lui donnant son allure actuelle. La nef de l'ancienne église fut démolie lors de la construction de l'église actuelle en 1881 (sur la rue du Général de Gaulle).
Les seigneurs suivant y avaient des possessions : la commanderie des chevaliers de Malte de Colmar (1262), les Schaller de Bâle (1380), le couvent Saint-Ursitz (Suisse) et les Habsbourg (Ferette puis Autriche) : Dietwiller était intégrée à l'ancien bailliage du Haut-Landser (un des quatre bailliages Habsbourg d'avant 1648).
À l'époque, la commune a deux hameaux dépendants : Meyenhardt (forêt de la Hardt, hameau détruit pendant la guerre de Cent Ans) et Esswiller (dans le creux entre Dietwiller et Schlierbach, évacué après incendie au profit de Dietwiller). La Paroisse est placée sous le double patronage de saint Nicolas et (plus rare) de saint Wendelin. Dietwiller a longtemps demandé à disposer d'un curé et être élevé au rang de paroisse. En effet, le village n'était pas doté d'un curé et les villageois étaient obligés de se rendre en l'église de Schlierbach.
La guerre de Cent Ans provoque des destructions dans le village du fait des Armagnacs. Les Bâlois, pour se venger des Habsbourg (qui possédaient Landser et ses bailliages) ont également provoqué des destructions en 1409.
La présence de vignes dans le village (sur le plateau entre le chemin de la Vieille Tour et la rue du Général de Gaulle et à l'emplacement de La Valbonne), lui permet de se relever plus rapidement après les épisodes de guerre.
60 maisons (sur 70) et l'église sont incendiés en 1635 lors de la guerre de Trente Ans (provoquée par Louis XIV), par les Suédois.
En 1648, lors du traité de Westphalie, le royaume de France récupère l'ensemble des possessions autrichiennes habsbourgeoises situées en Haute Alsace. Cela correspond à la quasi-totalité du département du Haut-Rhin (exception faite de Mulhouse, république libre, alliée à la Confédération suisse) et au département du Territoire de Belfort. Dietwiller devient de facto française.
La majorité des maisons anciennes datent de cette période de reconstruction. Seules une partie de l'ancien moulin (38 rue du Gen de Gaulle) et quelques rares maisons seraient antérieures en ayant subsisté à la guerre de Trente Ans.
Aux XVIIIe et XIXe siècles, la mairie-école se trouvait à l'actuel 54 rue du Général de Gaulle, et le presbytère au 56 rue du Général de Gaulle (maison à toit à 4 pans, correspondant aux maisons de "notable"). À ce moment, le centre du village se situait à l'intersection de la rue du Général de Gaulle et de la rue de l’Église. Cette placette avait également un corps de garde en son centre et s'appelait "Tanzplatz" : place de danse. La contrebande était très présente d'après l'État, la commune se situant à moins de 25 km de la Suisse et depuis 1648, à moins de 15 km de l'Allemagne (la commune n'était pas séparée par l'autoroute et le chemin de fer) : le cabaret du village au XIXe siècle abritait une énorme cave, qui selon les dires accueillait les marchandises (rue du Général de Gaulle, en face de la route d'Eschentzwiller).
Le tilleul de la liberté (en face du cimetière) aurait été planté à la Révolution. Il a environ 230 ans.
En 1869 est inaugurée la nouvelle mairie-école (l'actuelle mairie au 42 rue du général de Gaulle).
Ce nouvel équipement est vraisemblablement dû à l'augmentation de la population du village depuis le début du XIXe siècle, due aux industries mulhousiennes en plein boom, lesquelles avaient un fort besoin de main d'œuvre. Le village fournissait de nombreux manœuvriers, qui partaient à l'aube et revenaient le soir.
En 1871, à la suite de la guerre franco-prussienne, Dietwiller devient allemande (et est rebaptisée Dietweiler).
En 1881 est inaugurée la nouvelle église, en face de la nouvelle mairie-école, sur le site de la plus grande ferme du village, dont ne reste que l'actuel presbytère au 57 rue du Général de Gaulle (les autres bâtiments sont supprimés pour y installer l'église). L'ancien presbytère situé au 56 rue du général de Gaulle (à 250 m) datant du début du XIXe siècle est transféré dans ce logis, datant de 1619.
L'ancienne église était jugée comme difficilement accessible au sommet de la colline : la montée de la rue de l’Église, puis des escaliers, étaient particulièrement peu praticables l'hiver. La nef de l'ancienne église est démolie puis la sacristie. Seuls nous resteront la tour clocher (appelée la Vieille Tour) et le petit bâtiment abritant le mont des Oliviers.
La commune redevient française en 1918.
La commune devient allemande de 1939 à 1945. Elle est évacuée par les autorités françaises en 1939 car située dans la bande frontalière de moins de 15 km. Le village d'accueil est Allemans du Dropt dans le Lot et Garonne.
L'essor démographique de la commune (après un creux après guerre) commence dans les années 1960 et suit le phénomène de péri-urbanisation, d'abord de Mulhouse (Le Roessberg et La Valbonne) puis de Bâle.
Une nouvelle école maternelle (aujourd'hui remplacée) est construite dans le début des années 1980 puis primaire au milieu des années 1980, ainsi qu'une nouvelle salle des fêtes (aujourd'hui remplacée également par un nouvel équipement), ainsi qu'un dépôt pour les pompiers.
Les derniers commerces ferment dans les années 1990 (caisse du crédit mutuel, épicerie Busch, restaurant au Cheval Blanc).
Au début des années 2000, une nouvelle salle des fêtes remplace l'ancienne, exiguë et ne correspondant plus aux normes.
Une zone d'activité est créée sur l'ancienne route nationale, avec la commune de Schlierbach.
En 2017, une nouvelle école maternelle (avec un équipement périscolaire) est construite permettant de démolir l'ancienne.
En 2021, la municipalité fait l'acquisition de l'ancien moulin à roue à aubes (angle rue du Gen de Gaulle et rue du Vieux Moulin) en vue de sa rénovation et de la création d'une zone de vie/d'échanges.

## Politique et administration

### Découpage territorial
La commune de Dietwiller est membre de l'intercommunalité Mulhouse Alsace Agglomération, un établissement public de coopération intercommunale (EPCI) à fiscalité propre créé le 15 juin 2016 dont le siège est à Mulhouse. Ce dernier est par ailleurs membre d'autres groupements intercommunaux.
Sur le plan administratif, elle est rattachée à l'arrondissement de Mulhouse, à la circonscription administrative de l'État du Haut-Rhin, en tant que circonscription administrative de l'État, et à la région Grand Est. 
Sur le plan électoral, elle dépendait jusqu'en 2020 du  canton de Brunstatt-Didenheim pour l'élection des conseillers départementaux au sein du conseil départemental du Haut-Rhin. Depuis le 1er janvier 2021, elle dépend du même canton pour l'élection des conseillers d'Alsace au sein de la collectivité européenne d'Alsace.

### Chronologie des maires
| Période                                  | Période        | Identité         | Étiquette | Qualité                   |
| ---------------------------------------- | -------------- | ---------------- | --------- | ------------------------- |
| 1959                                     | septembre 1963 | Xavier Probst    |           |                           |
| novembre 1963                            | 2003           | Henri Probst     |           |                           |
| 2003                                     | 2016           | Robert Riss      | DVD       | Cadre EDF                 |
| 2016                                     | En cours       | Christian Frantz |           | Cadre du secteur bancaire |
| Les données manquantes sont à compléter. |                |                  |           |                           |

### Jumelages
- Allemans-du-Dropt (France) depuis 1992

## Population et société

### Démographie
L'évolution du nombre d'habitants est connue à travers les recensements de la population effectués dans la commune depuis 1793. Pour les communes de moins de 10 000 habitants, une enquête de recensement portant sur toute la population est réalisée tous les cinq ans, les populations de référence des années intermédiaires étant quant à elles estimées par interpolation ou extrapolation. Pour la commune, le premier recensement exhaustif entrant dans le cadre du nouveau dispositif a été réalisé en 2005.

En 2022, la commune comptait 1 399 habitants, en évolution de −3,58 % par rapport à 2016 (Haut-Rhin : +0,66 %, France hors Mayotte : +2,11 %).
| 1793 | 1800 | 1806 | 1821 | 1831 | 1836 | 1841 | 1846 | 1851 |
| ---- | ---- | ---- | ---- | ---- | ---- | ---- | ---- | ---- |
| 450  | 450  | 512  | 493  | 544  | 553  | 512  | 536  | 539  |

| 1856 | 1861 | 1866 | 1871 | 1875 | 1880 | 1885 | 1890 | 1895 |
| ---- | ---- | ---- | ---- | ---- | ---- | ---- | ---- | ---- |
| 485  | 446  | 480  | 476  | 487  | 490  | 466  | 442  | 430  |

| 1900 | 1905 | 1910 | 1921 | 1926 | 1931 | 1936 | 1946 | 1954 |
| ---- | ---- | ---- | ---- | ---- | ---- | ---- | ---- | ---- |
| 412  | 441  | 397  | 385  | 359  | 363  | 335  | 346  | 339  |

| 1962 | 1968 | 1975 | 1982  | 1990  | 1999  | 2005  | 2006  | 2010  |
| ---- | ---- | ---- | ----- | ----- | ----- | ----- | ----- | ----- |
| 324  | 337  | 470  | 1 053 | 1 258 | 1 189 | 1 310 | 1 325 | 1 414 |

| 2015  | 2020  | 2022  | - | - | - | - | - | - |
| ----- | ----- | ----- | - | - | - | - | - | - |
| 1 442 | 1 422 | 1 399 | - | - | - | - | - | - |

## Culture locale et patrimoine

### Lieux et monuments

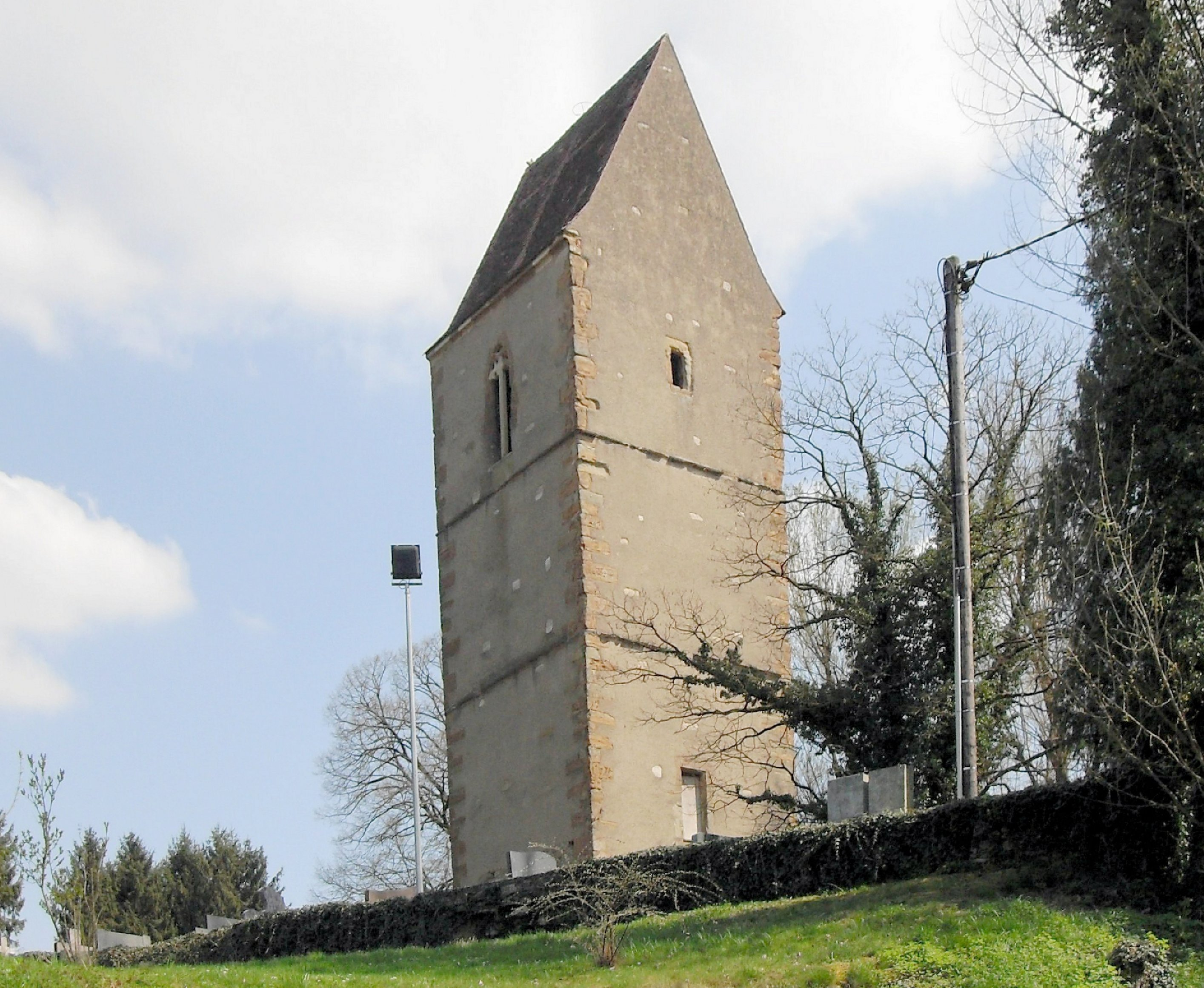
La Vieille Tour.

La Vieille Tour, clocher de l'ancienne église du XIIIe siècle (nef et sacristie démolies après la mise en service de la nouvelle église en 1881). Elle présente 4 niveaux et des combles sur une base de 8 m par 8 m en calcaire et grès jaune du Sundgau, avec toit à bâtière en tuiles traditionnelles. La base date du XIIIe siècle et deux niveaux ont été ajoutés au XVe siècle. Au-delà de sa fonction sacrée, elle servit également de tour de guet pour prévenir les incursions et troubles durant le Moyen Âge : Les villageois s'y sont réfugiés au XIVe siècle lors de l'attaque des bâlois. Elle s'installe dans le cimetière municipal lui-même en position dominante sur les alentours, et ceint d'un mur de pierre. L'escalier faisant face à la tour, côté rue de l'Église, était initialement placé dans l'axe de la rue de l'Église au coin Nord-Ouest du cimetière. La tour clocher est classée Monument Historique. Petit bâtiment ossuaire abritant une scène du Mont des Oliviers sur le mur d'enceinte du cimetière.
Les fouilles archéologiques menées début 2024 ont révélé la présence de plusieurs "cabanes" datées du 12e siècle, autour de cette ancienne église, révélant ainsi que le village a du se trouver autour de l'église avant de descendre le long de la rue de l'Eglise.
Monuments aux morts devant et dans la nouvelle église (du XIXe siècle).
Nombreuses maisons à colombages et poutres apparentes, sur rez-de-chaussée de pierre, datant pour la plupart du XVIIe siècle.
À noter le presbytère au 57 rue du Général de Gaulle, autrefois faisant partie d'un corps de ferme et d'un moulin à huile (de noix) daté de 1619, en pierre de taille, avec caveau semi-enterré côté rue typique des maisons vigneronnes.
À noter également l'ancien moulin à roue à aube du village situé au 38 rue du Général de Gaulle, dont il ne subsiste que le corps de logis (les autres bâtiments et le canal de dérivation ont été démolis dans les années précédant l'aménagement du lotissement le Vieux Moulin). Le bâtiment remonte à 1597, mais est déjà cité au XIVe siècle. D'après un inventaire de 1853, il disposait de 3 roues à aube et d'une chute d'eau de 3,5 mètres de hauteur. L'arrêt de son activité serait 1918.
Enfin le No 54 de la rue du général de Gaulle abritait la mairie et l'école et date de 1617.
Au No 61, la ferme du prévôt datant du XVIIe siècle. Aux écuries a été ajoutée une seconde bâtisse avec porche à la fin des années 1990 ce qui en fait un ensemble original.
De nombreux petits chemins de traverse parsèment le village et permettaient de mener les troupeaux sur la colline. De nombreux sentiers ont également été aménagés dans les lotissements (pour les initiés).
Il subsiste les restes d'un vignoble et de vergers très sympathiques entre la Vieille Tour et la Valbonne, aujourd'hui classés Espace Naturel Sensible, depuis 2021. Étangs privés derrière le Rangenberg. Petit verger planté par la commune et table de pique-nique au lieu-dit "Le Wasen - La table" au bout de la rue du ruisseau.
L'église Saint-Nicolas a été construite en 1881 en style néo-roman. Remarquez à l'intérieur, à l'arrière de la nef des statues de saint Wendelin (1782), et de la Vierge couronnée à l'Enfant Jésus. Les autels latéraux sont ornés d'œuvres de Georges Kaiser (fin XIXe siècle) et l'orgue est de Rinckenbach (1891).
|  |  |

### Héraldique
| Blason de Dietwiller | Les armes de Dietwiller se blasonnent ainsi : « D'azur à la lettre majuscule T d'or accostée de deux étoiles de même et soutenue d'un cœur d'argent. » Le "T" fait référence aux premières orthographes de la commune (le D a remplacé le T) |